# Alpherg
Alpherg, Bayer-Bezeichnung Eta Piscium (η Piscium, η Psc), babylonischer Name Kullat Nunu ist ein Stern der Äquatorzone des Sternenhimmels. Er hat eine scheinbare Helligkeit von +3,62 mag und gehört der Spektralklasse G7IIIa an. Alpherg ist von der Erde nicht ganz 300 Lichtjahre entfernt und hat einen Durchmesser, der 26 mal größer als der der Sonne ist.
Es gibt Hinweise auf einen Begleiter, aber bisher ist wenig darüber bekannt.